# كأس الإنتركونتيننتال 2004
كأس الإنتركونتيننتال 2004 النسخة رقم 43 والأخيرة في بطولة كأس الإنتركونتيننتال ، وتوقفت بعدها وتم الاستعاضة عنها ببطولة كأس العالم للأندية كرة القدم التي تنظمها الفيفا منذ مطلع الألفية الجديدة، جمعت نسخة عام 2004 بطل دوري أبطال أوروبا لموسم 2003-04 نادي بورتو البرتغالي مع بطل كأس ليبرتادوريس سنة 2004 نادي أونس كالداس الكولومبي على الملعب الأولمبي الوطني في العاصمة اليابانية طوكيو ، وحقق بورتو اللقب للمرة الثانية في تاريخه بعد الفوز بركلات الترجيح 8-7 بعد التعادل بالوقت الأصلي والإضافي بنتيجة 0-0 .

## التفاصيل
| بورتو | 0–0 (ب.و.إ.) | أونس كالداس |
| ----- | ------------ | ----------- |
|       | [ 2 ]        |             |

| بورتو | أونس كالداس |